# Чубартауский район
Чубартауский район (каз. Шұбартау ауданы) — административно-территориальная единица в составе Каркаралинского округа, Алма-Атинской, Семипалатинской и Восточно-Казахстанской областей, существовавшая в 1928—1963 и 1964—1997 годах. Центр — село Баршатас.
Чубартауский район был образован в 1928 году в составе Каркаралинского округа. В 1930 году передан в прямое подчинение Казакской АССР. В 1932 году район вошёл в состав Алма-Атинской области.
Вторично Маканчинский район был образован 9 января 1935 года в составе Алма-Атинской области.
14 октября 1939 года Чубартауский район был включён в состав Семипалатинской области. К 15 марта 1940 года в его состав входили Баканасский, Бидаикский, Карабужирский, Косагашский, Маданиятский, Малгельдинский и Уюмдасский с/с.
В 1962 году упразднён Карабужирский с/с.
2 января 1963 года Чубартауский район был упразднён, а его территория передана в Аягузский район.
31 декабря 1964 года Чубартауский район был восстановлен. В его состав из Аягузского района были переданы Айгызский, Баканасский, Бидаикский, Косагашский, Маданиятский, Малгельдинский и Уюмдасский с/с.
В 1967 году образованы Жоргинский и Эмельтауский с/с, в 1975 — Оркенский с/с.
В 1990 году Уюмдасский с/с был переименован в Байкошкарский.
3 мая 1997 года в связи с ликвидацией Семипалатинской области Чубартауский район был передан в Восточно-Казахстанскую область.
23 мая 1997 года Чубартауский район был упразднён, а его территория передана в Аягузский район.